# Hyphantrophaga tucumanensis
Hyphantrophaga tucumanensis là một loài ruồi trong họ Tachinidae.